# Friture
Pour les articles homonymes, voir Friture (homonymie).

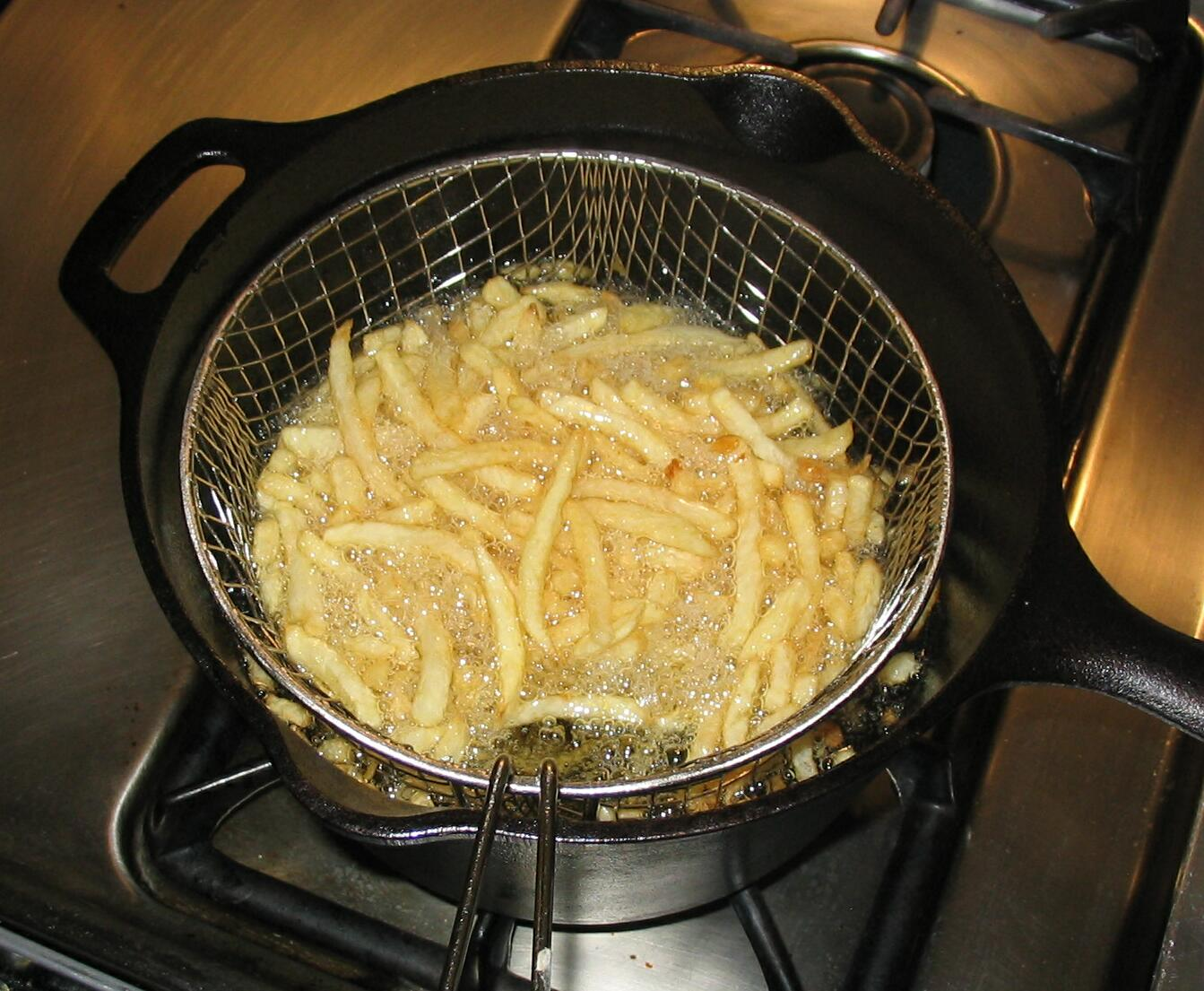
Frites dans une friteuse.

La friture est un mode de cuisson qui utilise de la matière grasse alimentaire comme vecteur de la chaleur qui altère l'aliment. Elle est notamment utilisée pour cuire les frites mais aussi les poissons, les beignets…
Il était naguère enseigné que cette cuisson se faisait « par concentration », mais il a été montré qu'il n'y a concentration de rien, et l'expression a été éradiquée des référentiels de CAP.
La friture donne un caractère croustillant à l'enveloppe extérieure du mets concerné, sans trop durcir son intérieur.
L'épongeage des frites à la sortie immédiate du bain d'huile permet d'éviter qu'une quantité notable de graisse n'entre dans les pièces quand elles refroidissent, la vapeur se recondensant alors. 

## Technique

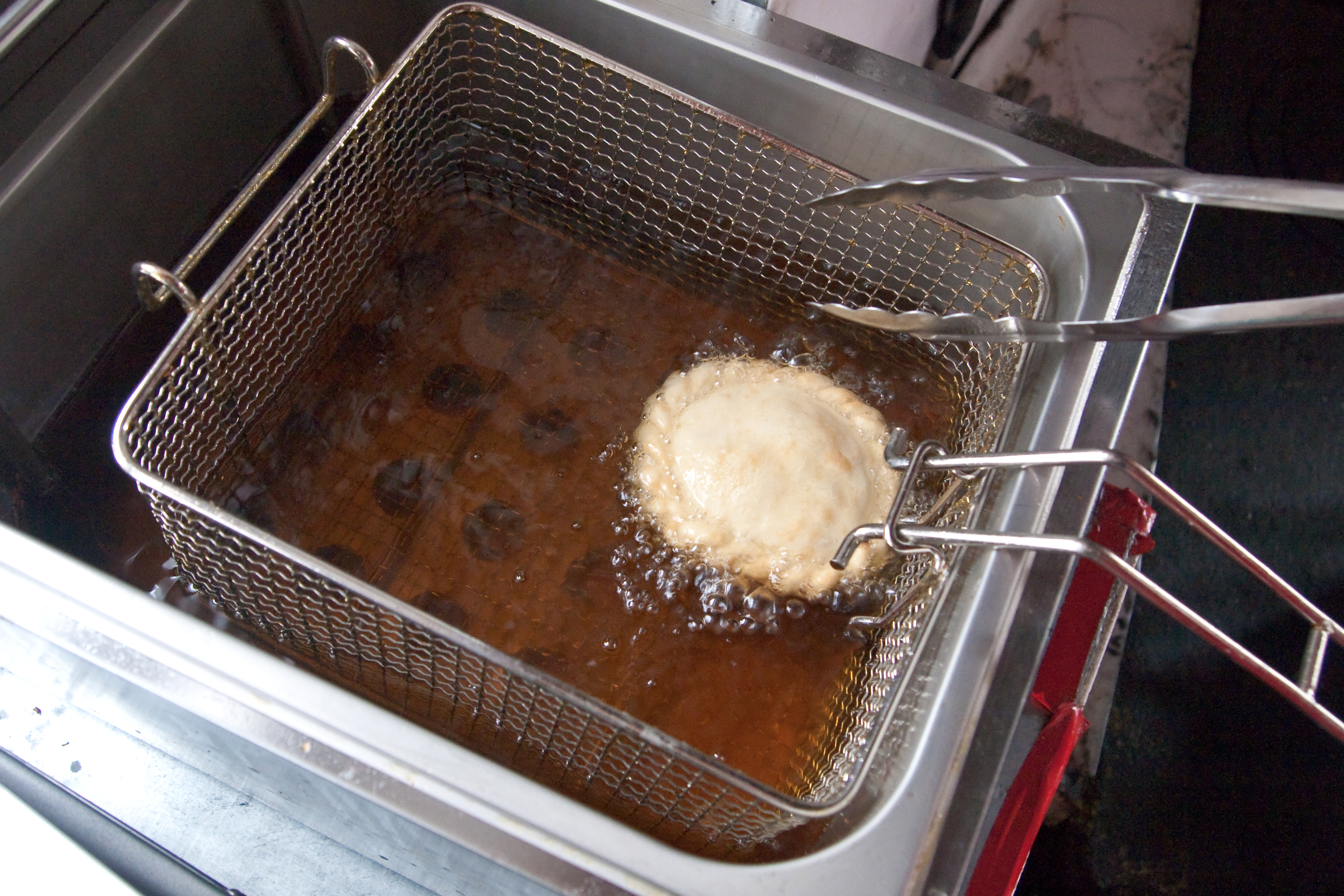
Friture dans une friteuse

### Ustensiles
La friture de l’aliment peut se faire à la poêle, en sauteuse ou en  friteuse.
Un feu de friteuse peut résulter de l'inflammation spontanée d'un bain de friture surchauffé. Aussi les friteuses modernes sont-elles bridées, de sorte que la température ne puisse augmenter jusqu'à atteindre ce point.

### Matière grasse
Beurre, huile, saindoux, graisse de canard ou d’oie, fond des lèchefrites, gras figé du bouillon précieusement recueilli, blanc de bœuf, toute matière grasse convient pour frire et fait friller l’aliment, mais chacune lui apporte un goût particulier.
Il est préférable d'utiliser des huiles pauvres en acides gras insaturés, moins sensibles à l'oxydation. En France, la législation impose un taux maximal en acide linolénique pour les huiles de friture.

## Méthode de conservation
En Belgique, on a conservé le rôti de viande crue dans le « pot à friture », un exemple assez peu classique de la traditionnelle conservation de la viande dans la graisse.

## Recettes de fritures
- Beignet
- Bougnette
- Boxty
- Chả giò ou nem
- Croustillon
- Dosa
- Fish and chips
- Frite
- Funnel cake
- Galette de pommes de terre
- Kakiage
- Kaseri frit
- Kefteji
- Kushikatsu
- Maaqouda
- Pomme dauphine
- Samoussa
- Soufganiya
- Tablier de sapeur
- Tempura
- Tequeños
- Tonkatsu
- Tourtons

Les fritures peuvent aussi être des desserts : bonbon cravate, bonbon miel, bugnes, donut, makroud, zalabia, etc.

## Vocabulaire
Le terme friture s’applique  à la fois « à la graisse à frire, à la substance frite et à la manière de frire », explique Joseph Favre dans son Dictionnaire universel de cuisine. Encyclopédie illustrée d'hygiène alimentaire, en 1883. On peut donc correctement dire et écrire qu’il faut déterminer la température idéale de la friture (matière grasse) pour la friture (action de frire) de la friture (aliment).

### Particularité lexicale du verbe frire
La friture étant notamment l’action de frire, il est utile de rappeler que ce verbe ne se conjugue pas  à tous les temps ou toutes les formes (verbe défectif). Principalement usité à l'infinitif (frire) et au participe passé (frit, frite), il s'emploie également au présent de l'indicatif (uniquement au singulier : je fris, tu fris, il frit), à toutes les personnes du futur et du conditionnel présent (je frirai, nous frirons, tu frirais, vous fririez) et à l'impératif singulier (fris). Il peut être utilisé aux temps composés (j'ai frit, nous avions frit, etc.).
Les formes manquantes sont remplacées par l’expression « faire frire » (ils font frire, tu faisais frire, que vous fassiez frire, faisons frire,).